# Longfield and New Barn
Longfield and New Barn es una parroquia civil del distrito de Dartford, en el condado de Kent (Inglaterra).

## Geografía
Según la Oficina Nacional de Estadística británica, Longfield and New Barn tiene una superficie de 3,57 km².

## Demografía
Según el censo de 2001, Longfield and New Barn tenía 4866 habitantes (49,05% varones, 50,95% mujeres) y una densidad de población de 1363,03 hab/km². El 17,3% eran menores de 16 años, el 75,36% tenían entre 16 y 74 y el 7,34% eran mayores de 74. La media de edad era de 43,15 años. Del total de habitantes con 16 o más años, el 19,16% estaban solteros, el 69,16% casados y el 11,68% divorciados o viudos.
El 95,44% de los habitantes eran originarios del Reino Unido. El resto de países europeos englobaban al 1,44% de la población, mientras que el 3,12% había nacido en cualquier otro lugar. Según su grupo étnico, el 96,77% eran blancos, el 0,95% mestizos, el 1,5% asiáticos, el 0,33% negros y el 0,39% chinos. El cristianismo era profesado por el 82,76%, el budismo por el 0,16%, el hinduismo por el 0,37%, el judaísmo por el 0,1%, el islam por el 0,27%, el sijismo por el 0,72% y cualquier otra religión por el 0,12%. El 10,25% no eran religiosos y el 5,24% no marcaron ninguna opción en el censo.
2318 habitantes eran económicamente activos, 2273 de ellos (98,06%) empleados y 45 (1,94%) desempleados. Había 1914 hogares con residentes, 45 vacíos y 3 eran alojamientos vacacionales o segundas residencias.